# NEW PIER HALL
NEW PIER HALL（ニュー・ピア・ホール）は、東京都港区海岸1丁目（ニューピア竹芝ノースタワー内）にある多目的ホールである。

## 概要
1991年に開館。都内最大級を誇る27m×27mの平土間とロールバックチェア（可動式収納座席）を有してライブ、コンサート、展示会など、様々なイベントに使用されている。ライブイベント時の最大客席数は796席。

## イベント
- M-1グランプリ準決勝（2017年 - ）